# 米岡孝弘
米岡 孝弘（よねおか たかひろ、1999年11月3日 - ）は、日本のアクション俳優、スーツアクター。東京都出身。ジャパンアクションエンタープライズ所属。
2019年からスーパー戦隊シリーズや仮面ライダーシリーズでアクションクルーとして活動し、『仮面ライダーリバイス』で初の仮面ライダー役を演じる。

## 人物
JAE第49期生。
体重74キログラム。
特技はスキューバダイビング、ブレイクダンス。

## 出演

### テレビドラマ
- 日曜ドラマ「ニッポンノワール-刑事Yの反乱-」第1話（2019年、日本テレビ） - 私服警官 役
- 大河ドラマ「青天を衝け」（2021年、NHK）
- シンドラ「武士スタント逢坂くん!」（2021年、日本テレビ）
- 刑事7人 SEASON7（2021年、テレビ朝日）

### テレビ番組
- 衝撃のアノ人に会ってみた!（日本テレビ）

### 特撮テレビドラマ
- スーパー戦隊シリーズ（テレビ朝日）
  - 騎士竜戦隊リュウソウジャー（2019年 - 2020年）
  - 魔進戦隊キラメイジャー（2020年 - 2021年）
  - 機界戦隊ゼンカイジャー（2021年 - 2022年） - ツーカイザー（コピー）[7]
  - 暴太郎戦隊ドンブラザーズ（2022年 - 2023年） - ドンムラサメ[3]、ブラックオニタイジンムラサメ[3]、アノーニ[3]、救急鬼[3]、邪鬼[3]、邪鬼ング[3]、世界鬼[3]、世界鬼ング[3]、神輿担ぎ[3]
  - 王様戦隊キングオージャー（2023年 - 2024年） - タランチュラナイト[8][5]、ゴーマ・ローザリア[9][5]、キョウリュウジン[5]、キングキョウリュウジン[5]、サナギム[5]、ジゴクジーム[5]、イラガジーム[5]、デーボ・センキング[5]
  - 爆上戦隊ブンブンジャー（2024年 - 2025年） - ブンブルー[10][6]、チャンピオンブンブルー[6]
  - ナンバーワン戦隊ゴジュウジャー（2025年 - ）
- 仮面ライダーシリーズ（テレビ朝日）
  - 仮面ライダーゼロワン（2019年 - 2020年）
  - 仮面ライダーセイバー（2020年 - 2021年）
  - 仮面ライダーリバイス（2021年 - 2022年） - 仮面ライダーオーバーデモンズ（光）[11]、仮面ライダーデモンズトルーパー[11]、ギフジュニア[11]、ギフテリアン[11]、ギフテリアン（TRUE）[11]、ウィークエンド隊員[11]
  - 仮面ライダーギーツ（2022年 - 2023年） - 仮面ライダーグレア2（チラミ）[12][4]、ジャマト[4]、ルークジャマト[4]
  - 仮面ライダーガッチャード（2023年 - 2024年）
  - 仮面ライダーガヴ（2024年 - ） - ラーゲ9（12）[13]、リッパー[14]

### 映画
- 仮面ライダーシリーズ（東映）
  - 仮面ライダー 令和 ザ・ファースト・ジェネレーション（2019年）
  - 劇場版 仮面ライダーゼロワン REAL×TIME（2020年）
  - 劇場短編 仮面ライダーセイバー 不死鳥の剣士と破滅の本（2020年）
  - セイバー+ゼンカイジャー スーパーヒーロー戦記（2021年）
  - 劇場版 仮面ライダーリバイス（2021年）
  - 劇場版 仮面ライダーリバイス バトルファミリア（2022年）
  - 仮面ライダーギーツ×リバイス MOVIEバトルロワイヤル（2022年）
  - 映画 仮面ライダーギーツ 4人のエースと黒狐（2023年） - 仮面ライダーXギーツ[15][4]
  - 仮面ライダー THE WINTER MOVIE ガッチャード&ギーツ 最強ケミー★ガッチャ大作戦（2023年） - 仮面ライダータイクーン[16]
  - 仮面ライダーガッチャード ザ・フューチャー・デイブレイク（2024年）
  - 仮面ライダーガヴ お菓子の家の侵略者（2025年）
- スーパー戦隊シリーズ（東映）
  - 劇場版 騎士竜戦隊リュウソウジャーVSルパンレンジャーVSパトレンジャー（2020年）
  - 魔進戦隊キラメイジャー エピソードZERO（2020年）
  - 魔進戦隊キラメイジャー THE MOVIE ビー・バップ・ドリーム（2021年）
  - 機界戦隊ゼンカイジャー THE MOVIE 赤い戦い! オール戦隊大集会!!（2021年）
  - 暴太郎戦隊ドンブラザーズ THE MOVIE 新・初恋ヒーロー（2022年）
  - 映画 王様戦隊キングオージャー アドベンチャー・ヘブン（2023年）
  - 爆上戦隊ブンブンジャー 劇場BOON! プロミス・ザ・サーキット（2024年）
- 東京リベンジャーズ（2021年、ワーナー・ブラザース映画）

### オリジナルビデオ
- 仮面ライダーシリーズ（東映ビデオ）
  - 仮面ライダージオウ NEXT TIME ゲイツ、マジェスティ（2020年）
  - ゼロワン Others 仮面ライダー滅亡迅雷（2021年）
  - リバイスForward 仮面ライダーライブ&エビル&デモンズ（2023年）
  - 仮面ライダー555 20th パラダイス・リゲインド（2024年）
  - 仮面ライダーギーツ ジャマト・アウェイキング（2024年）
- スーパー戦隊シリーズ（東映ビデオ）
  - 機界戦隊ゼンカイジャーVSキラメイジャーVSセンパイジャー（2022年）
  - 暴太郎戦隊ドンブラザーズVSゼンカイジャー（2023年） - カシワモチ党員 ほか
  - 王様戦隊キングオージャーVSドンブラザーズ（2024年）
  - 王様戦隊キングオージャーVSキョウリュウジャー（2024年） - デーボ・センキング[5]
  - 爆上戦隊ブンブンジャーVSキングオージャー（2025年）

### 配信ドラマ
- 仮面ライダーシリーズ
  - 仮面ライダーリバイス The Mystery（TELASA）
  - リバイスレガシー 仮面ライダーベイル（東映特撮ファンクラブ）
  - ギーツエクストラ 仮面ライダーパンクジャック（2023年）
  - ギーツエクストラ 仮面ライダータイクーンmeets仮面ライダーシノビ（2023年）
  - ギーツエクストラ 仮面ライダーゲイザー（2024年）
- グランブルーファンタジー（2020年、YouTube）
  - グラブルフェス2020 Day2 スペシャルショー 蒼の軌跡 -The Stars of the Sky-（2020年） - デスロウ
  - GRANBLUE FANTASY FES 2021（2021年）
- 機界戦隊ゼンカイジャー スピンオフ ゼンカイレッド大紹介!（2021年、TELASA）
- 死神さん（2021年、Hulu）
- 暴太郎戦隊ドンブラザーズVS暴太郎戦隊ドンブリーズ（2023年）

### 舞台
- 飛龍伝2020（2020年、新国立劇場）
- REAL RPG STAGE「ETERNAL」（2021年、東京ガーデンシアター）

### ヒーローショー
- 爆上戦隊ブンブンジャー ヒーローショー 第4弾 宇宙を越える熱き絆！爆アゲ！Gロッソ FINAL LAP!!（2025年、シアターGロッソ） - ブンブルー[17]